# Henri Rol-Tanguy

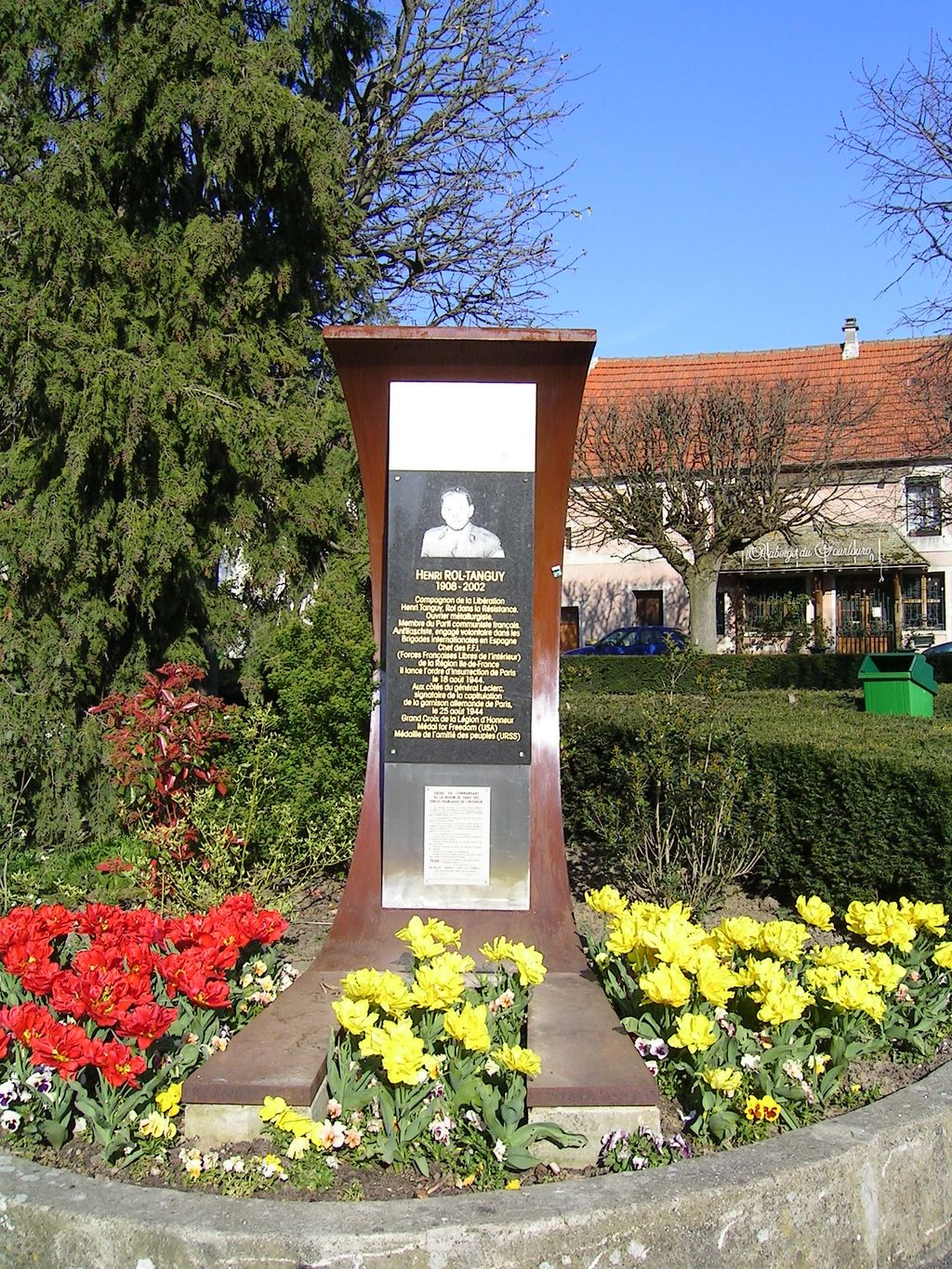
Tablica pamiątkowa w Tremblay-en-France

Henri Rol-Tanguy, właśc. Georges René Henri Tanguy ps. Louis, Théo, Morel, Prat, Gay, Imbert, Nordal, Rol (ur. 12 czerwca 1908 w Morlaix, zm. 8 września 2002 w Paryżu) – francuski robotnik, oficer Brygad Międzynarodowych, czołowy działacz francuskiego ruchu oporu, dowódca powstania paryskiego, oficer francuskich wojsk lądowych i działacz kombatancki, wieloletni członek Komitetu Centralnego Francuskiej Partii Komunistycznej.

## Życiorys

### Młodość
Jego matką była praczka Mathilde Bizien z Bretanii. Dzieciństwo spędził w miejscowościach Brest i Tulon, gdzie służbę wojskową odbywał jego przybrany ojciec Anatole Tanguy, oficer Marynarki Wojennej. W wieku 14 lat zaczął pracę w zakładach metalurgicznych. W wieku lat 15 wraz z matką przeniósł się do Paryża. Uzyskał jedynie podstawowe wykształcenie w Breście i Cherbourgu.
W 1925 rozpoczął pracę w zakładach Renaulta w Boulogne-Billancourt i zapisał się do młodzieżówki Francuskiej Partii Komunistycznej. Zorganizował w swoim zakładzie komórkę partyjną, kilkakrotnie stawał na czele strajku, co ostatecznie kosztowało go zwolnienie z pracy i zakaz zatrudnienia w wielkich fabrykach. W 1929 odbył służbę wojskową w 8 Pułku Żuawów, służąc w Algierii za karę za zbyt późne stawienie się w jednostce wojskowej. W czasie służby był wzorowym żołnierzem, uzyskał stopień starszego szeregowego i uprawnienia mechanika wojskowego.
Od 1930, po ukończeniu dalszych kursów zawodowych, pracował kolejno jako tokarz, hydraulik i spawacz, a w 1934 powrócił do działalności w partii. Założył w fabryce Bregueta w Montrouge komórkę komunistyczną, co ponownie zakończyło się zwolnieniem z pracy w roku następnym. W 1936 został sekretarzem związku zawodowego metalowców przy CGT w regionie paryskim. Zarabiał ok. 2000 franków miesięcznie. Wówczas poznał Cécile Le Bihan, swoją przyszłą żonę.

### Hiszpańska wojna domowa
Organizował kampanię solidarnościową z Republiką Hiszpańską, a 19 lutego 1937 wyjechał do tego kraju, by wstąpić do Brygad Międzynarodowych. W stopniu kapitana prowadził szkolenia dla ochotników z zakresu mechaniki w Albacete. Następnie w randze komisarza batalionu objął polityczne kierownictwo nad jedną z utworzonych jednostek. W sierpniu tego roku wstąpił do Komunistycznej Partii Hiszpanii. W październiku 1937 na polecenie PCF wrócił do Francji, jednak już w lutym 1938 ponownie wyjechał do Hiszpanii, gdzie zorganizował ewakuację ośrodka szkoleniowego BI z Albacate. W maju mianowany komisarzem XIV Brygady Międzynarodowej. 18 czerwca 1938 został ranny na skutek ostrzalnia z karabinu maszynowego jego samochodu (do końca życia nosił kulę w łopatce). Następnie walczył nad rzeką Ebro. Po klęsce przeszedł Pireneje i wrócił do Francji.

### II wojna światowa
We wrześniu 1939 Henri Tanguy został zmobilizowany i włączony do 57 Pułku Piechoty Kolonialnej w Lotaryngii, następnie przeniesiony do 28 Pułku Piechoty Senegalskiej w stopniu porucznika, z którym walczył od 5 do 24 czerwca 1940, wyróżniając się odwagą. Po demobilizacji, wspólnie ze swoją żoną, na nowo zaczął działać w zdelegalizowanej PCF. Uniknął aresztowania w czasie pierwszej fali zatrzymań komunistów, a następnie razem z Raymondem Losserandem i Gastonem Carre organizował komunistyczne jednostki zbrojnego ruchu oporu – Organizacja Specjalna (OS) – w Paryżu i okolicach. Kiedy w maju 1942, po trzech miesiącach od powstania nowej komunistycznej organizacji – Wolnych Strzelców i Partyzantów Francuskich (w skrócie FTPF lub FTP), obaj jego współpracownicy zostali schwytani i rozstrzelani, Tanguy powołał na ich miejsce Rogera Lineta i Raymonda Colina. Zagrożony aresztowaniem, Tanguy wyjechał do Poitou, gdzie kontynuował tworzenie podziemnych jednostek wojskowych. Wrócił do Paryzą w maju 1943, by razem z żoną redagować podziemną gazetę FTP, a razem z Józefem Epsteinem i Édouardem Vallerandem przeprowadzić skuteczną reorganizację stworzonych już grup. Od września 1943 koordynował akcje antydeportacyjne, sabotując wywózki z Francji, a następnie został dowódcą FTP w rejonie paryskim (departamenty Seine, Seint-et-Oise, Seine-et-Marne oraz Oise). W celu uniknięcia aresztowania, w 1944, przybrał pseudonim "Rol", na cześć Théophile'a Rol'a, dowódcy batalionu XIV BI i swojego przyjaciela, który poległ nad Ebro w 1938.
W lutym 1944, po zjednoczeniu FTPF, gaullistowskiej Tajnej Armii (AS), giraudyjskiej Organizacji Ruchu Oporu Armii (ORA) i innych grup podziemia we Francuskie Siły Wewnętrzne (FFI), został ich dowódcą w Île-de-France (Region P1) oraz szefem III Biura Sztabu FFI. Od początku roku 1944 był szczególnie zaangażowany w przygotowanie do wyzwolenia Paryża. Osobiście wzywał paryżan do strajku generalnego w mieście, wznoszenia barykad, a następnie objął dowództwo nad siłami powstańczymi po wybuchu powstania, 25 sierpnia razem z generałem Leclerkiem przyjął kapitulację niemieckiego garnizonu w mieście.
We wrześniu 1944 skierowany do służby we Francuskiej Armii Wyzwolenia, gdzie współorganizował 10 Dywizję Piechoty. Następnie przeniesiony na stanowisko zastępcy dowódcy 151 Pułku Piechoty, wchodzącym w skład 2 Dywizji Piechoty Marokańskiej. Wziął udział we wszystkich walkach jednostki od Renu pod Dunaj. Za swoje zasługi otrzymał z rąk generała de Gaulle'a Order Wyzwolenia. Do 2 października 1945 pozostał w Niemczech jako zastępca komendanta wojsk okupacyjnych Koblencji.

### Okres powojenny
Po wojnie ppłk Henri Tanguy dowodził 27 Pułkiem Piechoty i 7 Pułkiem Piechoty Liniowej. W 1947 zatrudniony w ministerstwie obrony, w latach 1948–51 kierował III Biurem Sztabu Generalnego. W styczniu 1952, mimo iż od zakończenia wojny nie działał w PCF, został odsunięty na boczny tor i do przejścia na emeryturę, w czerwcu 1962, pozostał bez stanowiska w wojsku.
Zaraz po odejściu z armii powrócił do działalności w partii. W 1964 został wybrany do Komitetu Centralnego PCF, gdzie zasiadał aż do 1987 roku. Pozostawał raczej symbolem walki komunistów w ruchu oporu niż autentycznym partyjnym liderem. Prezydował również Narodowemu Stowarzyszeniu Bojowników Ruchu Oporu (ANACR) i Stowarzyszeniu Francuskich Ochotników w Republice Hiszpańskiej (AVER). Z okazji 50 rocznicy powstania paryskiego, Prezydent Francji François Mitterrand odznaczył go Krzyżem Wielkim Legii Honorowej. W 1996, z okazji 60 rocznicy wybuchu hiszpańskiej wojny domowej, otrzymał honorowe obywatelstwo Hiszpanii wraz z innymi weteranami Brygad Międzynarodowych.
Zmarł w Paryżu, w wieku 94 lat. Pochowano go w Monteaux, chociaż uroczystości pogrzebowe, z udziałem Prezydenta Francji Jacques'a Chiraca, odbyły się w paryskim Kościele Inwalidów. Od 2004 Henri Rol-Tanguy ma swoją ulicę w Paryżu, w XIV okręgu, w pobliżu placu Denfert-Rochereau, z którego dowodził powstaniem w 1944.

## Życie prywatne
W listopadzie 1936 Henri Tanguy poznał młodszą o 11 lat Marguerite Marie Cécile Le Bihan (10 kwietnia 1919 – 8 maja 2020), której ojcem był François Le Bihan (11 stycznia 1893 – 19 września 1942) – współzałożyciel PCF, zamordowany później w KL Auschwitz. Para razem walczyła w hiszpańskiej wojnie domowej. Po powrocie do ojczyzny pobrali się 19 kwietnia 1939 roku. Na świat przyszło pięcioro ich dzieci: Hélène (nauczyciel akademicki), Jean (dziennikarz), Claire i Francis (urzędnicy) oraz Françoise, która zmarła w dzieciństwie. W czasie okupacji Cécile Tanguy razem z mężem działała jako jego sekretarka i oficer łącznikowy w ruchu oporu (FTPF i FFI) pod pseudonimami "Jeanne", "Yvette" i "Lucie". Za swoją działalność w La Resistance została odznaczona m.in. Orderami Legii Honorowej (Wielki Oficer), Wyzwolenia i Narodowym Zasługi (Wielki Krzyż).
21 października 1970 Henri Tanguy dokonał urzędowej zmiany nazwiska na Rol-Tanguy, którego prawo do noszenia otrzymała także jego żona i potomkowie.

## Awanse

### Francja
- starszy szeregowy (Soldat de première classe) – 1929
- porucznik (Lieutenant) – 1940
- podpułkownik[8] (Lieutenant-colonel) – 1 czerwca 1944

### Brygady Międzynarodowe
- kapitan (Capitán) – luty 1937
- Komisarz Polityczny Batalionu (Comisario de Batallón) – maj 1937
- Komisarz Polityczny Brygady (Comisario de Brigada) – maj 1938

## Odznaczenia

### Francja
- Krzyż Wielki Legii Honorowej (Grand-croix de la Légion d'honneur) – 1994[9]
- Komandor Legii Honorowej (Commandeur de la Légion d’honneur) – 5 października 1974[10]
- Kawaler Legii Honorowej (Chevalier de la Légion d'honneur) – 1946
- Order Wyzwolenia (Ordre de la Libération) – 18 czerwca 1945; od 18 stycznia 1946 Towarzysz Wyzwolenia (Compagnon de la Libération)
- Krzyż Wojenny 1939–1945 nadany trzykrotnie (Croix de guerre 1939–1945 – trois citations)
- Medal Francuskiego Ruchu Oporu (Médaille de la Résistance française) – 1947
- Krzyż Kombatanta-Ochotnika Ruchu Oporu (Croix du combattant volontaire de la Résistance)
- Krzyż Kombatanta-Ochotnika (Croix du combattant volontaire)
- Krzyż Kombatanta (Corix du combattant)
- Medal Pamiątkowy Wojny 1939–1945 (Médaille Commémorative de la Guerre 1939–1945)

### Zagraniczne
- Order Wojny Ojczyźnianej II stopnia (Орден Отечественной войны II степени) – Związek Radziecki; 7 maja 1985
- Order Przyjaźni Narodów (Орден Дружбы народов) – Związek Radziecki; 16 maja 1980
- Prezydencki Medal Wolności (Presidential Medal of Freedom) – Stany Zjednoczone; 24 listopada 1947

## Prace autorstwa Rol-Tanguy
- La libération de Paris (1964)
- Le parti communiste français dans la Résistance (1967)
- La vérité sur la libération de Paris (1971)
- La libération de Paris. Les 100 documents (1994)

## W kulturze
W filmie Czy Paryż płonie? rolę Pułkownika Rol'a zagrał francuski aktor Bruno Cremer.